# 호리오 다다우지

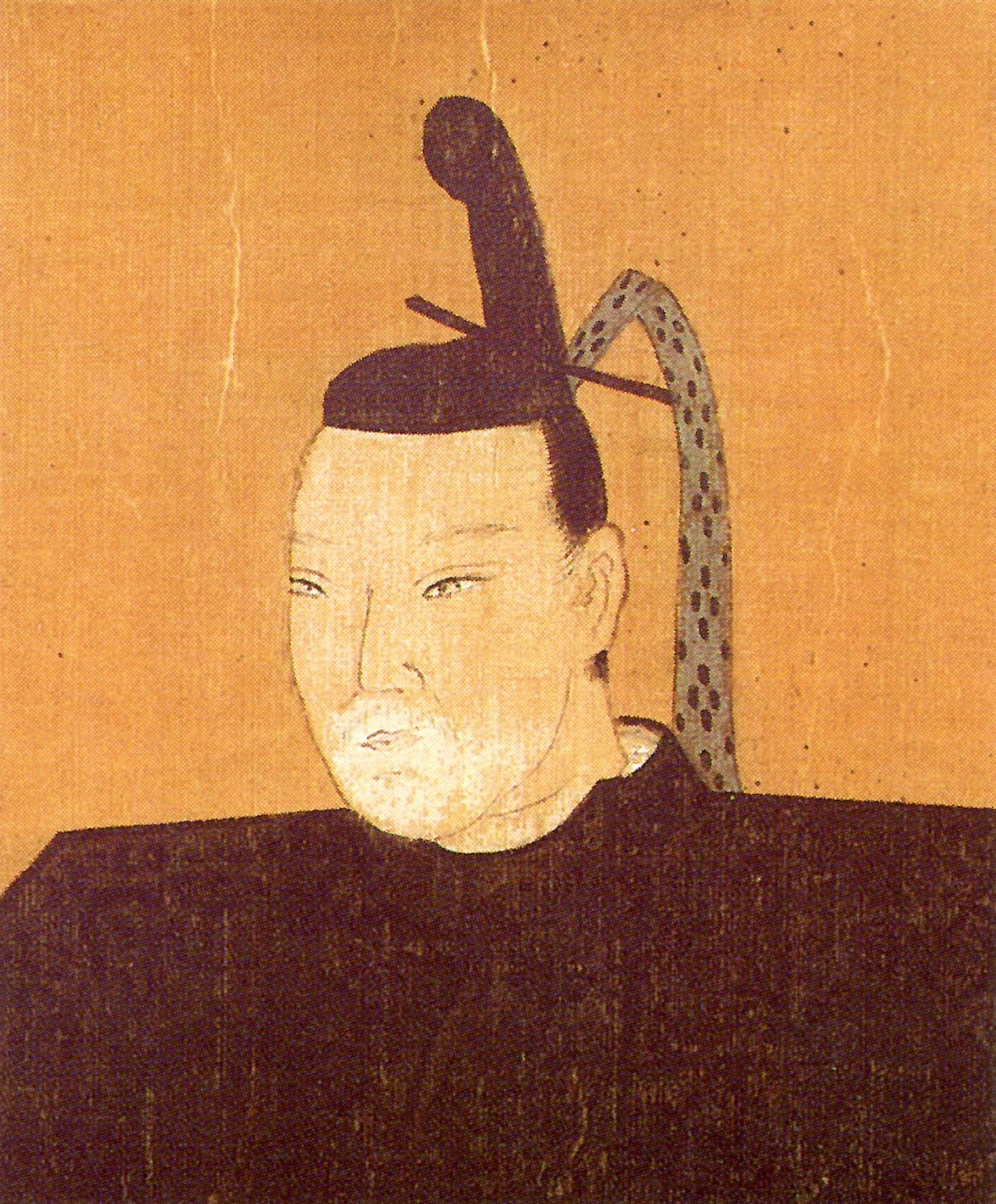
호리오 다다우지 상

호리오 다다우지(일본어: 堀尾忠氏, 1600년 ~ 1604년)는 아즈치모모야마 시대부터 에도 시대 전기까지의 무장·다이묘이다. 이즈모 마쓰에번 초대 번주.
| 전임 (호리오 요시하루) | 제1대 마쓰에번 번주 (호리오가) 1600년 ~ 1604년 | 후임 호리오 다다하루 |